# Plossig
Plossig è una frazione della città tedesca di Annaburg.